# Скупчення Насоса
Скупчення Насоса (Abell S0636, англ. Antlia Cluster) - скупчення галактик, розташоване у надскупченні галактик Гідри-Центавра, третє за віддаленістю від Місцевої групи після скупчення галактик у сузір'ї Діви та скупчення Печі.

## Характеристики
Скупчення розташоване на відстані від 40,5 до 40,9 мегапарсек від Землі у напрямку сузір'я Насос.
Скупчення Насоса складається з 234 галактик і належить до рідкісного типу ІІІ за класифікацією Ботц—Моргана,, тобто у ньому відсутня центральна домінантна (cD) найяскравіша галактика скупчення. Натомість, у скупченні домінують дві масивні еліптичні галактики, NGC 3268 та NGC 3258, довкола яких інші галактики утворюють дві групи галактик (підскупчення) - відповідно Північну та Південну. Скупчення досить щільне у порівнянні з іншими скупченнями і містить більший відсоток галактик ранніх типів, у т.ч. карликових еліптичних галактик, ніж наприклад скупчення Діви чи  Печі..
Загальний червоний зсув скупчення z = 0,0087, тобто воно віддаляється від Місцевої групи. За даними рентгенівських спостережень наукового супутника ASCA, скупчення майже ізотермічне, з середньою температурою kT ~ 2.0 кеВ.

## Перелік іменованих об'єктів у скупченні галактик Насоса
- NGC 3267[4][6]
- NGC 3568[4][6]
- NGC 3258[4][6]
- NGC 3269[4][6]
- NGC 3271[4][6]
- NGC 3258A[6]
- NGC 3258B[6]
- NGC 3260[6]
- NGC 3267[6]
- NGC 3268[6]
- NGC 3273[6]

## Подальше читання
- Burnham Jr., Robert (1978) Burham's Celestial Handbook Revised Edition Vol. 1 of 3. Dover Publications. New York ISBN 0-486-24063-0